# اسلوپ کلاس ۲۴
اسلوپ کلاس ۲۴ (به انگلیسی: 24-class sloop) یک کلاس از اسلوپ‌ها است که طول آن ۲۵۸ فوت (۷۹ متر) می‌باشد.